# A Sentinel – Az őrszem epizódjainak listája
A Sentinel – Az őrszem epizódjainak listája

## Évados áttekintés
| Évad | Évad | Részek száma | Részek száma | Eredeti sugárzás     | Eredeti sugárzás | Magyar sugárzás    | Magyar sugárzás   |
| Évad | Évad | Részek száma | Részek száma | Évadbemutató         | Évadzáró         | Évadbemutató       | Évadzáró          |
| ---- | ---- | ------------ | ------------ | -------------------- | ---------------- | ------------------ | ----------------- |
|      | 1.   | 10           | 10           | 1996. március 20     | 1996. július 17. | 1998. december 15. | 1999. február 22. |
|      | 2.   | 24           | 24           | 1996. szeptember 4.  | 1997. május 21.  | n. a.              | n. a.             |
|      | 3.   | 23           | 23           | 1997. szeptember 10. | 1998. május 20.  | n. a.              | n. a.             |
|      | 4.   | 8            | 8            | 1999. február 1.     | 1999. május 24.  | n. a.              | n. a.             |

## Epizód

### Első évad (1996)
| Sor. | Év. | Cím                                   | Rendező        | Író                       | Premier                              | Gyártási szám |
| ---- | --- | ------------------------------------- | -------------- | ------------------------- | ------------------------------------ | ------------- |
| 1.   | 1.  | Az őrszem (The Switchman)             | Danny Bilson   | Paul DeMeo , Danny Bilson | 1996. március 20. 1998. december 15. | 101           |
| 2.   | 2.  | Az ostrom (Siege)                     | Danny Bilson   | David L. Newman           | 1996. március 27. 1998. december 22. | 102           |
| 3.   | 3.  | Gyilkosok (Killers)                   | Bruce Bilson   | Gail Morgan Hickman       | 1996. április 3. 1999. január 5.     | 103           |
| 4.   | 4.  | A gyanú (The Debt)                    | Gus Trikonis   | Steven Baum               | 1996. április 10. 1999. január 12.   | 104           |
| 5.   | 5.  | A bujkáló (Cypher)                    | Mike Vejar     | Laurence Frank            | 1996. április 24. 1999. január 19.   | 105           |
| 6.   | 6.  | Az éjszakai vonat (Night Train)       | Bruce Bilson   | Harold Apter              | 1996. május 1. 1999. január 26.      | 106           |
| 7.   | 7.  | A gazember (Rogue)                    | Mike Vejar     | Howard Chaykin            | 1996. május 8. 1999. február 1.      | 107           |
| 8.   | 8.  | Szerelem és fegyverek (Love and Guns) | Tim Van Patten | Bruce Kalish              | 1996. május 15. 1999. február 8.     | 108           |
| 9.   | 9.  | Vonzalom (Attraction)                 | Scott Paulin   | Harold Apter              | 1996. május 22. 1999. február 15.    | 109           |
| 10.  | 10. | Némasági fogadalom (Vow of Silence)   | Jeffrey Reiner | Bruce Kalish              | 1996. július 27. 1999. február 22.   | 110           |

### Második évad (1996-1997)
| Sor. | Év. | Cím                                           | Rendező             | Író                                                                   | Premier                                | Gyártási szám |
| ---- | --- | --------------------------------------------- | ------------------- | --------------------------------------------------------------------- | -------------------------------------- | ------------- |
| 11.  | 1.  | A kirándulás (Flight)                         | Danny Bilson        | Gail Morgan Hickman                                                   | 1996. szeptember 4. 1999. március 1.   | 201           |
| 12.  | 2.  | Kísért a múlt (Out of the Past)               | Bruce Bilson        | Brad Markowitz                                                        | 1996. szeptember 11. 1999. március 8.  | 202           |
| 13.  | 3.  | Mély víz (Deep Water)                         | Bruce Bilson        | Harold Apter                                                          | 1996. szeptember 18. 1999. április 10. | 203           |
| 14.  | 4.  | Az osztálytalálkozó (Reunion)                 | Greg Beeman         | Stephen A. Mille                                                      | 1996. szeptember 25. 1999. április 17. | 204           |
| 15.  | 5.  | Vérbosszú (Payback)                           | William Gereghty    | Peter Lance                                                           | 1996. október 2. 1999. április 24.     | 205           |
| 16.  | 6.  | Akcióban (True Crime)                         | Tony Westman        | Daniel Levine                                                         | 1996. október 9. 1999. május 1.        | 206           |
| 17.  | 7.  | Még eljő a jeges (Ice Man)                    | Tim Van Patten      | Paul B. Margolis                                                      | 1996. október 30. 1999. május 8.       | 207           |
| 18.  | 8.  | Az olajfúró torony (The Rig)                  | Danny Bilson        | Harv Zimmel                                                           | 1996. november 6. 1999. május 15.      | 208           |
| 19.  | 9.  | Autó tolvajok (Spare Parts)                   | Paul Abascal        | Harold Apter                                                          | 1996. november 13. 1999. május 22.     | 209           |
| 20.  | 10. | A második esély (Second Chance)               | Bruce Bilson        | John Vorhaus                                                          | 1996. november 20. 1999. május 29.     | 210           |
| 21.  | 11. | Fekete vagy fehér (Black or White)            | William Gereghty    | Peter Lance                                                           | 1996. november 27. 1999. június 1.     | 211           |
| 22.  | 12. | A vaktyúk is talál szemet (Blind Man's Bluff) | Tony Westman        | Daniel Levine                                                         | 1997. január 8.                        | 212           |
| 23.  | 13. | Ne hallgass az ördögre (Hear No Evil)         | John J. Connor      | Harold Apter                                                          | 1997. január 15.                       | 213           |
| 24.  | 14. | Lobbants lángra (Light My Fire)               | Scott Brazil        | David Thoreau                                                         | 1997. február 5.                       | 214           |
| 25.  | 15. | A titok (Secret)                              | Bruce Bilson        | Történet: Gail Morgan Hickman Tévéjáték: Harold Apter és David Balkan | 1997. február 12.                      | 215           |
| 26.  | 16. | Halálos zuhanás (Dead Drop)                   | Danny Bilson        | Peter Lance                                                           | 1997. február 19. 2000. február 9.     | 216           |
| 27.  | 17. | Vörös köd (Red Dust)                          | William Gereghty    | Történet: Ann Powell és Peter Lance Tévéjáték: David H. Balkan        | 1997. február 26. 2000. február 16.    | 217           |
| 28.  | 18. | Eszes Alec (Smart Alec)                       | Tony Westman        | John Vorhaus                                                          | 1997. március 12. 2000. február 23.    | 218           |
| 29.  | 19. | A magánnyomozó (Private Eyes)                 | Bruce Bilson        | Harold Apter                                                          | 1997. március 26.                      | 219           |
| 30.  | 20. | Holtnak nyilvánítva (Vanishing Act)           | William Gereghty    | Történet: Daniel Levine Tévéjáték: David H. Balkán és David L. Newman | 1997. április 9.                       | 220           |
| 31.  | 21. | Talált pénz (Pennies from Heaven)             | John J. Connor      | David L. Newman                                                       | 1997. április 30.                      | 221           |
| 32.  | 22. | Túlélés (Survival)                            | James Marshall      | Howard Chaykin                                                        | 1997. május 7.                         | 222           |
| 33.  | 23. | Testvéri ölelés (His Brother's Keeper)        | Bruce Bilson        | Harold Apter                                                          | 1997. május 14.                        | 223           |
| 34.  | 24. | Csipkerózsika (Sleeping Beauty)               | Gail Morgan Hickman | Gail Morgan Hickman                                                   | 1997. május 21.                        | 224           |

### Harmadik évad (1997-1998)
| Sor. | Év. | Cím                                              | Rendező          | Író                                                                                        | Premier              | Gyártási szám |
| ---- | --- | ------------------------------------------------ | ---------------- | ------------------------------------------------------------------------------------------ | -------------------- | ------------- |
| 35.  | 1.  | Harcosok (Warriors)                              | Danny Bilson     | David L. Newman                                                                            | 1997. szeptember 10. | 301           |
| 36.  | 2.  | Három pontos kosár (Three Point Shot)            | Danny Bilson     | Darrell Fetty                                                                              | 1997. szeptember 17. | 302           |
| 37.  | 3.  | Ismerős lány (The Girl Next Door)                | William Gereghty | Harold Apter                                                                               | 1997. szeptember 24. | 303           |
| 38.  | 4.  | Orvvadászok (Poachers)                           | Tony Westman     | Tony Westman                                                                               | 1997. október 1.     | 304           |
| 39.  | 5.  | A bennfentes (The Inside Man)                    | Bruce Bilson     | Harv Zimmel                                                                                | 1997. október 15.    | 305           |
| 40.  | 6.  | Vérbosszú (Vendetta)                             | Tim Van Patten   | David Thoreau                                                                              | 1997. október 29.    | 306           |
| 41.  | 7.  | Kettős játék (Fool Me Twice)                     | John J. Connor   | John Vorhaus                                                                               | 1997. november 5.    | 307           |
| 42.  | 8.  | Viharjelzés (Storm Warning)                      | Oley Sassone     | Peter Lance                                                                                | 1997. november 12.   | 308           |
| 43.  | 9.  | Vörös jég (Red Ice)                              | William Gereghty | Richard Maxwell                                                                            | 1997. november 19.   | 309           |
| 44.  | 10. | Halálos biztonság (Dead Certain)                 | Bruce Bilson     | Gail Morgan Hickman                                                                        | 1997. november 26.   | 310           |
| 45.  | 11. | Bizonytalan talaj (Breaking Ground)              | William Gereghty | Történet: Steven Kriozere és Harold Apter és Laurence Frank Tévéjáték: Harold Apter        | 1997. december 17.   | 311           |
| 46.  | 12. | Az új fiú (Prisoner X)                           | Richard Compton  | Történet: Rick Husky Tévéjáték: Rick Husky és Laurence Frank                               | 1998. január 14.     | 312           |
| 47.  | 13. | Transz (The Trance)                              | James Marshall   | Ann Powell                                                                                 | 1998. január 21.     | 313           |
| 48.  | 14. | Tükörkép (Mirror Image)                          | Rich Tabach      | Történet: Rich Tabach Tévéjáték: David H. Balkan                                           | 1998. február 11.    | 314           |
| 49.  | 15. | Könnyelmű döntések (Finkelman's Folly)           | Michael Lacoe    | Harold Apter                                                                               | 1998. február 18.    | 315           |
| 50.  | 16. | Sweet aki sokat tudott (Sweet Science)           | William Gereghty | Lawrence Frank                                                                             | 1998. február 25.    | 316           |
| 51.  | 17. | Fájdalmas emlékek (Remembrance)                  | Dick Van Patten  | Joseph Johnson és Tom Fudge                                                                | 1998. március 11.    | 317           |
| 52.  | 18. | Gyilkos szerelem (Love Kills)                    | William Gereghty | Történet: J. Rae Fox Tévéjáték: Lydia Look                                                 | 1998. március 18.    | 318           |
| 53.  | 19. | Veszélyes keresztutak (Crossroads)               | John J. Connor   | Rick Husky                                                                                 | 1998. április 22.    | 319           |
| 54.  | 20. | Idegen értékek (Foreign Exchange)                | Bruce Bilson     | Történet: Harold Apter és Laurence Frank Tévéjáték: Gail Morgan Hickman és David H. Balkan | 1998. április 29.    | 320           |
| 55.  | 21. | Háztűznéző (Neighborhood Watch)                  | Scott Williams   | Harold Apter                                                                               | 1998. május 6.       | 321           |
| 56.  | 22. | Éjszakai műszak (Night Shift)                    | James Marshall   | Richard Maxwell                                                                            | 1998. május 13.      | 322           |
| 57.  | 23. | Még egy sentinel, 1. rész (Sentinel Too, part 1) | Richard Compton  | Gail Morgan Hickman                                                                        | 1998. május 20.      | 323           |

### Negyedik évad (1999)
| Sor. | Év. | Cím                                              | Rendező        | Író             | Premier           | Gyártási szám |
| ---- | --- | ------------------------------------------------ | -------------- | --------------- | ----------------- | ------------- |
| 58.  | 1.  | Még egy sentinel, 2. rész (Sentinel Too, part 1) | Tony Westman   | David H. Balkan | 1999. február 1.  | 401           |
| 59.  | 2.  | Aranyifjak (Murder 101)                          | Don Kurt       | Ron Taylor      | 1999. február 8.  | 402           |
| 60.  | 3.  | Négy pontos lövés (Four Point Shot)              | Danny Bilson   | Harold Apter    | 1999. február 15. | 403           |
| 61.  | 4.  | Egérfogó (Dead End on Blanket Street)            | Don Kurt       | David H. Balkan | 1999. február 22. | 404           |
| 62.  | 5.  | A tükör asszonya (The Waiting Room)              | Michael Lacoe  | Harold Apter    | 1999. március 1.  | 405           |
| 63.  | 6.  | A tévézsaru (The Real Deal)                      | James Marshall | Harold Apter    | 1999. május 10.   | 406           |
| 64.  | 7.  | Az utolsó bankrablás (Most Wanted)               | Scott Williams | Robert Bielak   | 1999. május 17.   | 407           |
| 65.  | 8.  | A város hőse (The Sentinel by Blair Sandburg)    | Danny Bilson   | Bill Froehlich  | 1999. május 24.   | 408           |